# Shidler, Oklahoma
Shidler, Oklahoma (енгл. Shidler) град је у америчкој савезној држави Оклахома.

## Демографија
По попису из 2010. године број становника је 441, што је 79 (-15,2%) становника мање него 2000. године.
| Група             | 2000.       | 2010.       |
| Белци             | 418 (80,4%) | 332 (75,3%) |
| Афроамериканци    | 0 (0,0%)    | 1 (0,2%)    |
| Азијати           | 0 (0,0%)    | 3 (0,7%)    |
| Хиспаноамериканци | 13 (2,5%)   | 12 (2,7%)   |
| Укупно            | 520         | 441         |